# سالي بورسيل
سالي بورسيل (بالإنجليزية: Sally Purcell)‏ (1 ديسمبر 1944 - 4 يناير 1998، أكسفورد في المملكة المتحدة)؛ مترجمة، كاتِبة وشاعرة بريطانية.